# Stazione di Nagoya
La stazione di Nagoya (名古屋駅?, Nagoya-eki) è la principale stazione ferroviaria della città giapponese Nagoya, si trova nella zona di Nakamura-ku ed è servita dalle linee JR Central, dalla metropolitana di Nagoya e dalla linea Aonami. Inoltre, nei sotterranei della stazione si trovano anche le stazioni delle ferrovie Kintetsu e Meitetsu che, tuttavia, essendo impianti separati, vengono qui trattati nei rispettivi articoli.

## Storia e descrizione
L'attuale stazione venne aperta il 20 dicembre 1999, è tuttora la più grande stazione del mondo per superficie occupata (446.000 m², corrispondenti a circa 4.800.000 ft²) e ospita al suo interno gli uffici direttivi e il quartier generale della Central Japan Railway Company. Nel 2005 ha raggiunto una media di 1.140.000 utenti al giorno (contando anche le linee non JR), diventando la sesta stazione più trafficata del Giappone.
È situata accanto (ed è collegata) alla Stazione di Meitetsu Nagoya e alla Stazione di Kintetsu Nagoya, termine della Linea Kintetsu Nagoya.

## Linee

### Treni
JR Central
 Tōkaidō Shinkansen
■ Linea principale Tōkaidō (servizio suburbano Toyohashi - Maibara)
■ Linea principale Chūō (servizio suburbano e lunga percorrenza)
■ Linea principale Kansai (servizio suburbano)
 Nagoya Rinkai Rapid Transit
■ Linea Aonami

### Metropolitana
Metropolitana di Nagoya
 Linea Higashiyama
 Linea Sakura-dōri

## Stazioni adiacenti
| «                        | Servizio                                            | »                        |
| Tōkaidō Shinkansen       | Tōkaidō Shinkansen                                  | Tōkaidō Shinkansen       |
| ------------------------ | --------------------------------------------------- | ------------------------ |
| Mikawa-Anjō              | -                                                   | Gifu-Hashima             |
| Linea principale Tōkaidō |                                                     |                          |
| Otōbashi                 | ■ Locale                                            | Biwajima                 |
| Kanayama                 | ■ Rapido                                            | Owari-Ichinomiya Inazawa |
| Kanayama                 | ■ Rapido sezionale ■ Nuovo rapido ■ Rapido speciale | Owari-Ichinomiya         |
| Capolinea                | ■ Homeliner                                         | Owari-Ichinomiya         |
| Linea principale Chūō    |                                                     |                          |
| Kanayama                 | ■ Locale ■ Rapido ■ Homeliner                       | Capolinea                |
| Linea principale Kansai  |                                                     |                          |
| Capolinea                | ■ Locale                                            | Hatta                    |
| Capolinea                | ■ Rapido sezionale                                  | Kanie                    |
| Capolinea                | ■ Rapido ■ Rapido Mie                               | Kuwana                   |
| Linea Higashiyama        |                                                     |                          |
| Kamejima                 | -                                                   | Fushimi                  |
| Linea Sakura-dōri        |                                                     |                          |
| Nakamura Kuyakusho       | -                                                   | Kokusai Center           |
| Linea Aonami             |                                                     |                          |
| Capolinea                | -                                                   | Sasashima-raibu          |